# Tan Sitong
Tan Sitong, (Tan Sitong (譚嗣同T, 谭嗣同S, Tán SìtóngP, T'an Ssu-t'ungW), nome di cortesia: Fusheng ( 复生S), hào Zhuangfei (壮飞S) (10 marzo 1865 – 28 settembre 1898), è stato un rivoluzionario e poeta cinese della tarda dinastia Qing, sosteneva la necessità di riforme liberali.